# 天主教昆博教區
天主教昆博教區（拉丁語：Dioecesis Kumboensis）是喀麥隆一個羅馬天主教教區，屬巴門達總教區。
教區成立於1982年3月18日。位於西北省東部。2004年有教友141,970人（佔轄區總人口20.3%）、十七個堂區、五十六名司鐸。現任教區主教為喬治·恩庫奧。